# サウスカロライナ州選出のアメリカ合衆国上院議員
サウスカロライナ州は1788年5月23日に連邦に加わった。同州の上院での議席は、1861年7月に連邦からの離脱のために空席となったが、1868年7月には上院の議席に復帰をした。

## 上院議員一覧
| 第2部 第2部の上院議員は1996年, 2002年, 2008年,2014年,2020年に改選されている。次の選挙は2026年を予定している。 | 第2部 第2部の上院議員は1996年, 2002年, 2008年,2014年,2020年に改選されている。次の選挙は2026年を予定している。 | 第2部 第2部の上院議員は1996年, 2002年, 2008年,2014年,2020年に改選されている。次の選挙は2026年を予定している。 | 第2部 第2部の上院議員は1996年, 2002年, 2008年,2014年,2020年に改選されている。次の選挙は2026年を予定している。 | 第2部 第2部の上院議員は1996年, 2002年, 2008年,2014年,2020年に改選されている。次の選挙は2026年を予定している。 | 第2部 第2部の上院議員は1996年, 2002年, 2008年,2014年,2020年に改選されている。次の選挙は2026年を予定している。 | 議会                                   | 第3部 第3部の上院議員は1998年, 2004年,2010年,2016年に改選されている。次の選挙は2022年を予定している。 | 第3部 第3部の上院議員は1998年, 2004年,2010年,2016年に改選されている。次の選挙は2022年を予定している。 | 第3部 第3部の上院議員は1998年, 2004年,2010年,2016年に改選されている。次の選挙は2022年を予定している。 | 第3部 第3部の上院議員は1998年, 2004年,2010年,2016年に改選されている。次の選挙は2022年を予定している。 | 第3部 第3部の上院議員は1998年, 2004年,2010年,2016年に改選されている。次の選挙は2022年を予定している。 | 第3部 第3部の上院議員は1998年, 2004年,2010年,2016年に改選されている。次の選挙は2022年を予定している。 |      |
| # | 氏名 | 所属政党 | 在職期間 | 選挙歴 | 任期 | 議会                                   | 任期                                                                                                  | 選挙歴                                                                                                | 在職期間                                                                                              | 所属政党                                                                                              | 氏名                                                                                                  | # |      |
| 1 | ピアス・バトラー                                                                                              | 親政府党 | 1789年3月4日 – 1796年10月25日                                                                                 | 1789年選出 | 1 | 1                                      | 1 | 1789年選出.                                                                                           | 1789年3月4日 – 1795年3月3日                                                                           | 親政府党                                                                                              | ラルフ・イザード                                                                                      | 1 |      |
| 1 | ピアス・バトラー                                                                                              | 反政府党 | 1789年3月4日 – 1796年10月25日                                                                                 | 1789年選出 | 1 | 2                                      | 1 | 1789年選出.                                                                                           | 1789年3月4日 – 1795年3月3日                                                                           | 親政府党                                                                                              | ラルフ・イザード                                                                                      | 1 |      |
| 1 | ピアス・バトラー                                                                                              | 反政府党 | 1789年3月4日 – 1796年10月25日                                                                                 | 1793年選出 辞職                                                                                               | 2 | 3                                      | 1 | 1789年選出.                                                                                           | 1789年3月4日 – 1795年3月3日                                                                           | 親政府党                                                                                              | ラルフ・イザード                                                                                      | 1 |      |
| 1 | ピアス・バトラー                                                                                              | 民主共和党 | 1789年3月4日 – 1796年10月25日                                                                                 | 1793年選出 辞職                                                                                               | 2 | 4                                      | 2 | 選挙年不明 再選に失敗                                                                                 | 1795年3月4日 – 1801年3月3日                                                                           | 連邦党                                                                                                | ジェイコブ・リード                                                                                    | 2 |      |
| 空席 | 空席 | 空席 | 1796年10月25日 – 1796年12月8日                                                                                | | 2 | 4                                      | 2 | 選挙年不明 再選に失敗                                                                                 | 1795年3月4日 – 1801年3月3日                                                                           | 連邦党                                                                                                | ジェイコブ・リード                                                                                    | 2 |      |
| 2 | ジョン・ハンター                                                                                              | 民主共和党 | 1796年12月8日 – 1798年11月26日                                                                                | バトラーの任期を満了するため選出 辞職                                                                         | 2 | 4                                      | 2 | 選挙年不明 再選に失敗                                                                                 | 1795年3月4日 – 1801年3月3日                                                                           | 連邦党                                                                                                | ジェイコブ・リード                                                                                    | 2 |      |
| 2 | ジョン・ハンター                                                                                              | 民主共和党 | 1796年12月8日 – 1798年11月26日                                                                                | バトラーの任期を満了するため選出 辞職                                                                         | 2 | 5                                      | 2 | 選挙年不明 再選に失敗                                                                                 | 1795年3月4日 – 1801年3月3日                                                                           | 連邦党                                                                                                | ジェイコブ・リード                                                                                    | 2 |      |
| 3 | チャールズ・ピンクニー                                                                                        | 民主共和党 | 1798年12月6日 – 1801年6月6日                                                                                  | ハンターの任期を満了するため選出                                                                              | 2 |                                        | 2 | 選挙年不明 再選に失敗                                                                                 | 1795年3月4日 – 1801年3月3日                                                                           | 連邦党                                                                                                | ジェイコブ・リード                                                                                    | 2 |      |
| 3 | チャールズ・ピンクニー                                                                                        | 民主共和党 | 1798年12月6日 – 1801年6月6日                                                                                  | 1799年再選 駐西大使就任のため辞職                                                                             | 3 | 6                                      | 2 | 選挙年不明 再選に失敗                                                                                 | 1795年3月4日 – 1801年3月3日                                                                           | 連邦党                                                                                                | ジェイコブ・リード                                                                                    | 2 |      |
| 3 | チャールズ・ピンクニー                                                                                        | 民主共和党 | 1798年12月6日 – 1801年6月6日                                                                                  | 1799年再選 駐西大使就任のため辞職                                                                             | 3 | 7                                      | 3 | 1800年選出 死去                                                                                       | 1801年3月4日 – 1802年10月26日                                                                         | 民主共和党                                                                                            | ジョン・コルホーン                                                                                    | 3 |      |
| 空席 | 空席 | 空席 | 1801年6月6日 – 1801年12月15日                                                                                 | | 3 | 7                                      | 3 | 1800年選出 死去                                                                                       | 1801年3月4日 – 1802年10月26日                                                                         | 民主共和党                                                                                            | ジョン・コルホーン                                                                                    | 3 |      |
| 4 | トーマス・サムター                                                                                            | 民主共和党 | 1801年12月15日 – 1810年12月16日                                                                               | ピンクニーの任期を満了するため選出                                                                            | 3 | 7                                      | 3 | 1800年選出 死去                                                                                       | 1801年3月4日 – 1802年10月26日                                                                         | 民主共和党                                                                                            | ジョン・コルホーン                                                                                    | 3 |      |
| 4 | トーマス・サムター                                                                                            | 民主共和党 | 1801年12月15日 – 1810年12月16日                                                                               | ピンクニーの任期を満了するため選出                                                                            | 3 | 7                                      | 3 | | 1802年10月26日 – 1802年11月4日                                                                        | 空席                                                                                                  | 空席                                                                                                  | 空席                                                                                                  |      |
| 4 | トーマス・サムター                                                                                            | 民主共和党 | 1801年12月15日 – 1810年12月16日                                                                               | ピンクニーの任期を満了するため選出                                                                            | 3 | 7                                      | 3 | コルホーンの任期を満了するため選出 辞職                                                               | 1802年11月4日 – 1804年11月21日                                                                        | 民主共和党                                                                                            | ピアス・バトラー                                                                                      | 4 |      |
| 4 | トーマス・サムター                                                                                            | 民主共和党 | 1801年12月15日 – 1810年12月16日                                                                               | ピンクニーの任期を満了するため選出                                                                            | 3 | 8                                      | 3 | コルホーンの任期を満了するため選出 辞職                                                               | 1802年11月4日 – 1804年11月21日                                                                        | 民主共和党                                                                                            | ピアス・バトラー                                                                                      | 4 |      |
| 4 | トーマス・サムター                                                                                            | 民主共和党 | 1801年12月15日 – 1810年12月16日                                                                               | ピンクニーの任期を満了するため選出                                                                            | 3 |                                        | 3 | 1804年11月21日 – 1804年12月6日                                                                        | 空席                                                                                                  | 空席                                                                                                  | 空席                                                                                                  | |      |
| 4 | トーマス・サムター                                                                                            | 民主共和党 | 1801年12月15日 – 1810年12月16日                                                                               | ピンクニーの任期を満了するため選出                                                                            | 3 | バトラーの任期を満了するため選出       | 3 | 1804年12月6日 – 1826年2月26日                                                                         | 民主共和党                                                                                            | ジョン・ガイヤール                                                                                    | 5 | |      |
| 4 | トーマス・サムター                                                                                            | 民主共和党 | 1801年12月15日 – 1810年12月16日                                                                               | 1805年再選 辞職                                                                                               | 4 | バトラーの任期を満了するため選出       | 3 | 1804年12月6日 – 1826年2月26日                                                                         | 民主共和党                                                                                            | ジョン・ガイヤール                                                                                    | 5 | 9 |      |
| 4 | トーマス・サムター                                                                                            | 民主共和党 | 1801年12月15日 – 1810年12月16日                                                                               | 1805年再選 辞職                                                                                               | 4 | 10                                     | 4 | 1804年12月6日 – 1826年2月26日                                                                         | 民主共和党                                                                                            | ジョン・ガイヤール                                                                                    | 5 | 1806年再選                                                                                            |      |
| 4 | トーマス・サムター                                                                                            | 民主共和党 | 1801年12月15日 – 1810年12月16日                                                                               | 1805年再選 辞職                                                                                               | 4 | 11                                     | 4 | 1804年12月6日 – 1826年2月26日                                                                         | 民主共和党                                                                                            | ジョン・ガイヤール                                                                                    | 5 | 1806年再選                                                                                            |      |
| 空席 | 空席 | 空席 | 1810年12月26日 – 1810年12月31日                                                                               | | 4 |                                        | 4 | 1804年12月6日 – 1826年2月26日                                                                         | 民主共和党                                                                                            | ジョン・ガイヤール                                                                                    | 5 | 1806年再選                                                                                            |      |
| 5 | ジョン・テイラー                                                                                              | 民主共和党 | 1810年12月31日 – 1816年11月                                                                                   | サムターの任期を満了するため選出                                                                              | 4 |                                        | 4 | 1804年12月6日 – 1826年2月26日                                                                         | 民主共和党                                                                                            | ジョン・ガイヤール                                                                                    | 5 | 1806年再選                                                                                            |      |
| 5 | ジョン・テイラー                                                                                              | 民主共和党 | 1810年12月31日 – 1816年11月                                                                                   | 1810年12月20日再選 辞職                                                                                       | 5 | 12                                     | 4 | 1804年12月6日 – 1826年2月26日                                                                         | 民主共和党                                                                                            | ジョン・ガイヤール                                                                                    | 5 | 1806年再選                                                                                            |      |
| 5 | ジョン・テイラー                                                                                              | 民主共和党 | 1810年12月31日 – 1816年11月                                                                                   | 1810年12月20日再選 辞職                                                                                       | 5 | 13                                     | 5 | 1804年12月6日 – 1826年2月26日                                                                         | 民主共和党                                                                                            | ジョン・ガイヤール                                                                                    | 5 | 1812年再選                                                                                            |      |
| 5 | ジョン・テイラー                                                                                              | 民主共和党 | 1810年12月31日 – 1816年11月                                                                                   | 1810年12月20日再選 辞職                                                                                       | 5 | 14                                     | 5 | 1804年12月6日 – 1826年2月26日                                                                         | 民主共和党                                                                                            | ジョン・ガイヤール                                                                                    | 5 | 1812年再選                                                                                            |      |
| 空席 | 空席 | 空席 | 1816年11月 – 1816年12月4日                                                                                    | | 5 |                                        | 5 | 1804年12月6日 – 1826年2月26日                                                                         | 民主共和党                                                                                            | ジョン・ガイヤール                                                                                    | 5 | 1812年再選                                                                                            |      |
| 6 | ウィリアム・スミス                                                                                            | 民主共和党 | 1816年12月4日 – 1823年3月3日                                                                                  | テイラーの任期を満了するため選出                                                                              | 5 |                                        | 5 | 1804年12月6日 – 1826年2月26日                                                                         | 民主共和党                                                                                            | ジョン・ガイヤール                                                                                    | 5 | 1812年再選                                                                                            |      |
| 6 | ウィリアム・スミス                                                                                            | 民主共和党 | 1816年12月4日 – 1823年3月3日                                                                                  | 1816年再選 再選に失敗                                                                                         | 6 | 15                                     | 5 | 1804年12月6日 – 1826年2月26日                                                                         | 民主共和党                                                                                            | ジョン・ガイヤール                                                                                    | 5 | 1812年再選                                                                                            |      |
| 6 | ウィリアム・スミス                                                                                            | 民主共和党 | 1816年12月4日 – 1823年3月3日                                                                                  | 1816年再選 再選に失敗                                                                                         | 6 | 16                                     | 6 | 1804年12月6日 – 1826年2月26日                                                                         | 民主共和党                                                                                            | ジョン・ガイヤール                                                                                    | 5 | 1818年再選                                                                                            |      |
| 6 | ウィリアム・スミス                                                                                            | 民主共和党 | 1816年12月4日 – 1823年3月3日                                                                                  | 1816年再選 再選に失敗                                                                                         | 6 | 17                                     | 6 | 1804年12月6日 – 1826年2月26日                                                                         | 民主共和党                                                                                            | ジョン・ガイヤール                                                                                    | 5 | 1818年再選                                                                                            |      |
| 7 | ロバート・ヘイン                                                                                              | 民主共和党 | 1823年3月4日 – 1832年12月13日                                                                                 | 1822年選出 | 7 | 18                                     | 6 | 1804年12月6日 – 1826年2月26日                                                                         | クロウフォード 共和党                                                                                 | ジョン・ガイヤール                                                                                    | 5 | 1818年再選                                                                                            |      |
| 7 | ロバート・ヘイン                                                                                              | ジャクソニアン党                                                                                              | 1823年3月4日 – 1832年12月13日                                                                                 | 1822年選出 | 7 | 19                                     | 7 | 1804年12月6日 – 1826年2月26日                                                                         | 1824年再選 死去                                                                                       | ジョン・ガイヤール                                                                                    | 5 | ジャクソニアン党                                                                                      |      |
| 7 | ロバート・ヘイン                                                                                              | ジャクソニアン党                                                                                              | 1823年3月4日 – 1832年12月13日                                                                                 | 1822年選出 | 7 | 19                                     | 7 | | | 1826年2月26日 – 1826年3月8日                                                                          | 空席                                                                                                  | 空席                                                                                                  | 空席 |
| 7 | ロバート・ヘイン                                                                                              | ジャクソニアン党                                                                                              | 1823年3月4日 – 1832年12月13日                                                                                 | 1822年選出 | 7 | 19                                     | 7 | ガイヤールの任期を引き継ぐため任命                                                                    | 1826年3月8日 – 1826年11月29日                                                                         | ジャクソニアン党                                                                                      | ウィリアム・ハーパー                                                                                  | 6 |      |
| 7 | ロバート・ヘイン                                                                                              | ジャクソニアン党                                                                                              | 1823年3月4日 – 1832年12月13日                                                                                 | 1822年選出 | 7 | 19                                     | 7 | ガイヤールの任期を満了するため選出 再選に失敗                                                         | 1826年11月29日 – 1831年3月3日                                                                         | ジャクソニアン党                                                                                      | ウィリアム・スミス                                                                                    | 7 |      |
| 7 | ロバート・ヘイン                                                                                              | ジャクソニアン党                                                                                              | 1823年3月4日 – 1832年12月13日                                                                                 | 1822年選出 | 7 | 20                                     | 7 | ガイヤールの任期を満了するため選出 再選に失敗                                                         | 1826年11月29日 – 1831年3月3日                                                                         | ジャクソニアン党                                                                                      | ウィリアム・スミス                                                                                    | 7 |      |
| 7 | ロバート・ヘイン                                                                                              | ジャクソニアン党                                                                                              | 1823年3月4日 – 1832年12月13日                                                                                 | 1828年選出 州知事就任のため辞職                                                                               | 8 | 21                                     | 7 | ガイヤールの任期を満了するため選出 再選に失敗                                                         | 1826年11月29日 – 1831年3月3日                                                                         | ジャクソニアン党                                                                                      | ウィリアム・スミス                                                                                    | 7 |      |
| 7 | ロバート・ヘイン                                                                                              | 無効主義者党                                                                                                  | 1823年3月4日 – 1832年12月13日                                                                                 | 1828年選出 州知事就任のため辞職                                                                               | 8 | 22                                     | 8 | 1830年選出 病気のため辞職                                                                             | 1831年3月4日 – 1833年3月3日                                                                           | 無効主義者党                                                                                          | スティーヴン・ミラー                                                                                  | 8 |      |
| 空席 | 空席 | 空席 | 1832年12月13日 – 1832年12月29日                                                                               | | 8 | 22                                     | 8 | 1830年選出 病気のため辞職                                                                             | 1831年3月4日 – 1833年3月3日                                                                           | 無効主義者党                                                                                          | スティーヴン・ミラー                                                                                  | 8 |      |
| 8 | ジョン・カルフーン                                                                                            | 無効主義者党                                                                                                  | 1832年12月29日 – 1843年3月3日                                                                                 | ヘインの任期を満了するため選出                                                                                | 8 | 22                                     | 8 | 1830年選出 病気のため辞職                                                                             | 1831年3月4日 – 1833年3月3日                                                                           | 無効主義者党                                                                                          | スティーヴン・ミラー                                                                                  | 8 |      |
| 8 | ジョン・カルフーン                                                                                            | 無効主義者党                                                                                                  | 1832年12月29日 – 1843年3月3日                                                                                 | ヘインの任期を満了するため選出                                                                                | 8 | 23                                     | 8 | | 1833年3月3日 – 1833年11月26日                                                                         | 空席                                                                                                  | 空席                                                                                                  | 空席                                                                                                  |      |
| 8 | ジョン・カルフーン                                                                                            | 無効主義者党                                                                                                  | 1832年12月29日 – 1843年3月3日                                                                                 | ヘインの任期を満了するため選出                                                                                | 8 | 23                                     | 8 | ミラーの任期を満了するため選出                                                                        | 1833年11月26日 – 1842年11月29日                                                                       | 無効主義者党                                                                                          | ウィリアム・プレストン                                                                                | 9 |      |
| 8 | ジョン・カルフーン                                                                                            | 無効主義者党                                                                                                  | 1832年12月29日 – 1843年3月3日                                                                                 | 1834年再選 | 9 | 24                                     | 8 | ミラーの任期を満了するため選出                                                                        | 1833年11月26日 – 1842年11月29日                                                                       | 無効主義者党                                                                                          | ウィリアム・プレストン                                                                                | 9 |      |
| 8 | ジョン・カルフーン                                                                                            | 民主党 | 1832年12月29日 – 1843年3月3日                                                                                 | 1834年再選 | 9 | 25                                     | 9 | 1837年再選                                                                                            | 1833年11月26日 – 1842年11月29日                                                                       | ホイッグ党                                                                                            | ウィリアム・プレストン                                                                                | 9 |      |
| 8 | ジョン・カルフーン                                                                                            | 民主党 | 1832年12月29日 – 1843年3月3日                                                                                 | 1834年再選 | 9 | 26                                     | 9 | 1837年再選                                                                                            | 1833年11月26日 – 1842年11月29日                                                                       | ホイッグ党                                                                                            | ウィリアム・プレストン                                                                                | 9 |      |
| 8 | ジョン・カルフーン                                                                                            | 民主党 | 1832年12月29日 – 1843年3月3日                                                                                 | 1840年選出 辞職                                                                                               | 10 | 27                                     | 9 | 1837年再選                                                                                            | 1833年11月26日 – 1842年11月29日                                                                       | ホイッグ党                                                                                            | ウィリアム・プレストン                                                                                | 9 |      |
| 8 | ジョン・カルフーン                                                                                            | 民主党 | 1832年12月29日 – 1843年3月3日                                                                                 | 1840年選出 辞職                                                                                               | 10 | 27                                     | 9 | | 1842年11月29日 – 1842年12月23日                                                                       | 空席                                                                                                  | 空席                                                                                                  | 空席                                                                                                  |      |
| 8 | ジョン・カルフーン                                                                                            | 民主党 | 1832年12月29日 – 1843年3月3日                                                                                 | 1840年選出 辞職                                                                                               | 10 | 27                                     | 9 | プレストンの任期を満了するため選出                                                                    | 1842年12月23日 – 1846年8月17日                                                                        | 民主党                                                                                                | ジョージ・マクダフィー                                                                                | 10 |      |
| 9 | ダニエル・ハガー                                                                                              | 民主党 | 1843年3月4日 – 1845年3月3日                                                                                   | カルフーンの任期を満了するため選出 辞職                                                                       | 10 | 28                                     | 10 | 1842年 or 1843年選出                                                                                  | 1842年12月23日 – 1846年8月17日                                                                        | 民主党                                                                                                | ジョージ・マクダフィー                                                                                | 10 |      |
| 空席 | 空席 | 空席 | 1845年3月3日 – 1845年11月26日                                                                                 | | 10 | 29                                     | 10 | 1842年 or 1843年選出                                                                                  | 1842年12月23日 – 1846年8月17日                                                                        | 民主党                                                                                                | ジョージ・マクダフィー                                                                                | 10 |      |
| 10 | ジョン・カルフーン                                                                                            | 民主党 | 1845年11月26日 – 1850年3月31日                                                                                | ハガーの任期を満了するため選出                                                                                | 10 | 29                                     | 10 | 1842年 or 1843年選出                                                                                  | 1842年12月23日 – 1846年8月17日                                                                        | 民主党                                                                                                | ジョージ・マクダフィー                                                                                | 10 |      |
| 10 | ジョン・カルフーン                                                                                            | 民主党 | 1845年11月26日 – 1850年3月31日                                                                                | ハガーの任期を満了するため選出                                                                                | 10 | 29                                     | 10 | | 1846年8月17日 – 1846年12月4日                                                                         | 空席                                                                                                  | 空席                                                                                                  | 空席                                                                                                  |      |
| 10 | ジョン・カルフーン                                                                                            | 民主党 | 1845年11月26日 – 1850年3月31日                                                                                | ハガーの任期を満了するため選出                                                                                | 10 | 29                                     | 10 | マクダフィーの任期を引き継ぐため任命 マクダフィーの任期を満了するため選出                             | 1846年12月4日 – 1857年5月25日                                                                         | 民主党                                                                                                | アンドリュー・バトラー                                                                                | 11 |      |
| 10 | ジョン・カルフーン                                                                                            | 民主党 | 1845年11月26日 – 1850年3月31日                                                                                | 1846年再選 死去                                                                                               | 11 | 30                                     | 10 | マクダフィーの任期を引き継ぐため任命 マクダフィーの任期を満了するため選出                             | 1846年12月4日 – 1857年5月25日                                                                         | 民主党                                                                                                | アンドリュー・バトラー                                                                                | 11 |      |
| 10 | ジョン・カルフーン                                                                                            | 民主党 | 1845年11月26日 – 1850年3月31日                                                                                | 1846年再選 死去                                                                                               | 11 | 31                                     | 11 | 1848年再選                                                                                            | 1846年12月4日 – 1857年5月25日                                                                         | 民主党                                                                                                | アンドリュー・バトラー                                                                                | 11 |      |
| 空席 | 空席 | 空席 | 1850年3月31日 – 1850年4月11日                                                                                 | | 11 | 31                                     | 11 | 1848年再選                                                                                            | 1846年12月4日 – 1857年5月25日                                                                         | 民主党                                                                                                | アンドリュー・バトラー                                                                                | 11 |      |
| 11 | フランクリン・エルモア                                                                                        | 民主党 | 1850年4月11日 – 1850年5月29日                                                                                 | カルフーンの任期を引き継ぐため任命 死去                                                                       | 11 | 31                                     | 11 | 1848年再選                                                                                            | 1846年12月4日 – 1857年5月25日                                                                         | 民主党                                                                                                | アンドリュー・バトラー                                                                                | 11 |      |
| 空席 | 空席 | 空席 | 1850年5月29日 – 1850年6月4日                                                                                  | | 11 | 31                                     | 11 | 1848年再選                                                                                            | 1846年12月4日 – 1857年5月25日                                                                         | 民主党                                                                                                | アンドリュー・バトラー                                                                                | 11 |      |
| 12 | ロバート・ウッドワード・バーンウェル                                                                          | 民主党 | 1850年6月4日 – 1850年12月8日                                                                                  | エルモアの任期を引き継ぐため任命 後継が選出され引退                                                           | 11 | 31                                     | 11 | 1848年再選                                                                                            | 1846年12月4日 – 1857年5月25日                                                                         | 民主党                                                                                                | アンドリュー・バトラー                                                                                | 11 |      |
| 空席 | 空席 | 空席 | 1850年12月8日 – 1850年12月18日                                                                                | | 11 | 31                                     | 11 | 1848年再選                                                                                            | 1846年12月4日 – 1857年5月25日                                                                         | 民主党                                                                                                | アンドリュー・バトラー                                                                                | 11 |      |
| 13 | ロバート・レット                                                                                              | 民主党 | 1850年12月18日 – 1852年5月7日                                                                                 | エルモアの任期を満了するため選出 辞職                                                                         | 11 | 31                                     | 11 | 1848年再選                                                                                            | 1846年12月4日 – 1857年5月25日                                                                         | 民主党                                                                                                | アンドリュー・バトラー                                                                                | 11 |      |
| 13 | ロバート・レット                                                                                              | 民主党 | 1850年12月18日 – 1852年5月7日                                                                                 | エルモアの任期を満了するため選出 辞職                                                                         | 11 | 32                                     | 11 | 1848年再選                                                                                            | 1846年12月4日 – 1857年5月25日                                                                         | 民主党                                                                                                | アンドリュー・バトラー                                                                                | 11 |      |
| 空席 | 空席 | 空席 | 1852年5月7日 – 1852年5月10日                                                                                  | | 11 |                                        | 11 | 1848年再選                                                                                            | 1846年12月4日 – 1857年5月25日                                                                         | 民主党                                                                                                | アンドリュー・バトラー                                                                                | 11 |      |
| 14 | ウィリアム・ド・ソシュール                                                                                    | 民主党 | 1852年5月10日 – 1853年3月3日                                                                                  | レットの任期を引き継ぐため任命 1852年11月29日選出                                                             | 11 |                                        | 11 | 1848年再選                                                                                            | 1846年12月4日 – 1857年5月25日                                                                         | 民主党                                                                                                | アンドリュー・バトラー                                                                                | 11 |      |
| 15 | ジョシュア・エヴァンス                                                                                        | 民主党 | 1853年3月4日 – 1858年3月6日                                                                                   | 1852年 or 1853年選出 死去                                                                                     | 12 | 33                                     | 11 | 1848年再選                                                                                            | 1846年12月4日 – 1857年5月25日                                                                         | 民主党                                                                                                | アンドリュー・バトラー                                                                                | 11 |      |
| 15 | ジョシュア・エヴァンス                                                                                        | 民主党 | 1853年3月4日 – 1858年3月6日                                                                                   | 1852年 or 1853年選出 死去                                                                                     | 12 | 34                                     | 12 | 1854年再選 死去                                                                                       | 1846年12月4日 – 1857年5月25日                                                                         | 民主党                                                                                                | アンドリュー・バトラー                                                                                | 11 |      |
| 15 | ジョシュア・エヴァンス                                                                                        | 民主党 | 1853年3月4日 – 1858年3月6日                                                                                   | 1852年 or 1853年選出 死去                                                                                     | 12 | 35                                     | 12 | 1854年再選 死去                                                                                       | 1846年12月4日 – 1857年5月25日                                                                         | 民主党                                                                                                | アンドリュー・バトラー                                                                                | 11 |      |
| 15 | ジョシュア・エヴァンス                                                                                        | 民主党 | 1853年3月4日 – 1858年3月6日                                                                                   | 1852年 or 1853年選出 死去                                                                                     | 12 |                                        | 12 | 1857年5月25日 – 1857年12月7日                                                                         | 空席                                                                                                  | 空席                                                                                                  | 空席                                                                                                  | |      |
| 15 | ジョシュア・エヴァンス                                                                                        | 民主党 | 1853年3月4日 – 1858年3月6日                                                                                   | 1852年 or 1853年選出 死去                                                                                     | 12 | バトラーの任期を満了するため選出. 脱退 | 12 | 1857年12月7日 – 1860年11月11日                                                                        | 民主党                                                                                                | ジェームズ・ヘンリー・ハモンド                                                                        | 12 | |      |
| 空席 | 空席 | 空席 | 1858年5月6日 – 1858年5月11日                                                                                  | | 12 | バトラーの任期を満了するため選出. 脱退 | 12 | 1857年12月7日 – 1860年11月11日                                                                        | 民主党                                                                                                | ジェームズ・ヘンリー・ハモンド                                                                        | 12 | |      |
| 16 | アーサー・ヘイン                                                                                              | 民主党 | 1858年5月11日 – 1858年12月2日                                                                                 | エヴァンスの任期を引き継ぐため任命 後継が選出され引退                                                         | 12 | バトラーの任期を満了するため選出. 脱退 | 12 | 1857年12月7日 – 1860年11月11日                                                                        | 民主党                                                                                                | ジェームズ・ヘンリー・ハモンド                                                                        | 12 | |      |
| 17 | ジェームズ・チェスナット・ジュニア                                                                            | 民主党 | 1858年12月3日 – 1860年11月10日                                                                                | エヴァンスの任期を引き継ぐため選出                                                                            | 12 | バトラーの任期を満了するため選出. 脱退 | 12 | 1857年12月7日 – 1860年11月11日                                                                        | 民主党                                                                                                | ジェームズ・ヘンリー・ハモンド                                                                        | 12 | |      |
| 17 | ジェームズ・チェスナット・ジュニア                                                                            | 民主党 | 1858年12月3日 – 1860年11月10日                                                                                | 1858年再選 脱退, 後にアメリカ連合国を支援したため除名                                                         | 13 | バトラーの任期を満了するため選出. 脱退 | 12 | 1857年12月7日 – 1860年11月11日                                                                        | 民主党                                                                                                | ジェームズ・ヘンリー・ハモンド                                                                        | 12 | 36 |      |
| 空席 | 空席 | 空席 | 1860年11月10日 – 1868年7月15日                                                                                | 南北戦争とレコンストラクション                                                                                | 13 | バトラーの任期を満了するため選出. 脱退 | 12 | 1857年12月7日 – 1860年11月11日                                                                        | 民主党                                                                                                | ジェームズ・ヘンリー・ハモンド                                                                        | 12 | 36 |      |
| 空席 | 空席 | 空席 | 1860年11月10日 – 1868年7月15日                                                                                | 南北戦争とレコンストラクション                                                                                | 13 | 南北戦争とレコンストラクション         | 12 | 1860年11月11日 – 1868年7月16日                                                                        | 空席                                                                                                  | 空席                                                                                                  | 空席                                                                                                  | 36 |      |
| 空席 | 空席 | 空席 | 1860年11月10日 – 1868年7月15日                                                                                | 南北戦争とレコンストラクション                                                                                | 13 | 南北戦争とレコンストラクション         | 37 | 1860年11月11日 – 1868年7月16日                                                                        | 空席                                                                                                  | 空席                                                                                                  | 空席                                                                                                  | 13 |      |
| 空席 | 空席 | 空席 | 1860年11月10日 – 1868年7月15日                                                                                | 南北戦争とレコンストラクション                                                                                | 13 | 南北戦争とレコンストラクション         | 38 | 1860年11月11日 – 1868年7月16日                                                                        | 空席                                                                                                  | 空席                                                                                                  | 空席                                                                                                  | 13 |      |
| 空席 | 空席 | 空席 | 1860年11月10日 – 1868年7月15日                                                                                | 南北戦争とレコンストラクション                                                                                | 14 | 南北戦争とレコンストラクション         | 39 | 1860年11月11日 – 1868年7月16日                                                                        | 空席                                                                                                  | 空席                                                                                                  | 空席                                                                                                  | 13 |      |
| 空席 | 空席 | 空席 | 1860年11月10日 – 1868年7月15日                                                                                | 南北戦争とレコンストラクション                                                                                | 14 | 南北戦争とレコンストラクション         | 40 | 1860年11月11日 – 1868年7月16日                                                                        | 空席                                                                                                  | 空席                                                                                                  | 空席                                                                                                  | 14 |      |
| 18 | トーマス・ロバートソン                                                                                        | 共和党 | 1868年7月15日 – 1877年3月3日                                                                                  | 空席間の任期を満了するため選出                                                                                | 14 | 南北戦争とレコンストラクション         | 40 | 1860年11月11日 – 1868年7月16日                                                                        | 空席                                                                                                  | 空席                                                                                                  | 空席                                                                                                  | 14 |      |
| 18 | トーマス・ロバートソン                                                                                        | 共和党 | 1868年7月15日 – 1877年3月3日                                                                                  | 空席間の任期を満了するため選出                                                                                | 14 | 空席間の任期を満了するため選出         | 40 | 1868年7月16日 – 1873年3月3日                                                                          | 共和党                                                                                                | フレデリック・ソーヤー                                                                                | 13 | 14 |      |
| 18 | トーマス・ロバートソン                                                                                        | 共和党 | 1868年7月15日 – 1877年3月3日                                                                                  | 空席間の任期を満了するため選出                                                                                | 14 | 空席間の任期を満了するため選出         | 41 | 1868年7月16日 – 1873年3月3日                                                                          | 共和党                                                                                                | フレデリック・ソーヤー                                                                                | 13 | 14 |      |
| 18 | トーマス・ロバートソン                                                                                        | 共和党 | 1868年7月15日 – 1877年3月3日                                                                                  | 1870年再選 引退                                                                                               | 15 | 空席間の任期を満了するため選出         | 42 | 1868年7月16日 – 1873年3月3日                                                                          | 共和党                                                                                                | フレデリック・ソーヤー                                                                                | 13 | 14 |      |
| 18 | トーマス・ロバートソン                                                                                        | 共和党 | 1868年7月15日 – 1877年3月3日                                                                                  | 1870年再選 引退                                                                                               | 15 | 43                                     | 15 | 1872年 or 1873年選出                                                                                  | 1873年3月4日 – 1879年3月3日                                                                           | 共和党                                                                                                | ジョン・パターソン                                                                                    | 14 |      |
| 18 | トーマス・ロバートソン                                                                                        | 共和党 | 1868年7月15日 – 1877年3月3日                                                                                  | 1870年再選 引退                                                                                               | 15 | 44                                     | 15 | 1872年 or 1873年選出                                                                                  | 1873年3月4日 – 1879年3月3日                                                                           | 共和党                                                                                                | ジョン・パターソン                                                                                    | 14 |      |
| 19 | マシュー・バトラー                                                                                            | 民主党 | 1877年3月4日 – 1895年3月3日                                                                                   | 1876年選出 | 16 | 45                                     | 15 | 1872年 or 1873年選出                                                                                  | 1873年3月4日 – 1879年3月3日                                                                           | 共和党                                                                                                | ジョン・パターソン                                                                                    | 14 |      |
| 19 | マシュー・バトラー                                                                                            | 民主党 | 1877年3月4日 – 1895年3月3日                                                                                   | 1876年選出 | 16 | 46                                     | 16 | 1878年選出                                                                                            | 1879年3月4日 – 1891年3月3日                                                                           | 民主党                                                                                                | ウェイド・ハンプトン3世                                                                               | 15 |      |
| 19 | マシュー・バトラー                                                                                            | 民主党 | 1877年3月4日 – 1895年3月3日                                                                                   | 1876年選出 | 16 | 47                                     | 16 | 1878年選出                                                                                            | 1879年3月4日 – 1891年3月3日                                                                           | 民主党                                                                                                | ウェイド・ハンプトン3世                                                                               | 15 |      |
| 19 | マシュー・バトラー                                                                                            | 民主党 | 1877年3月4日 – 1895年3月3日                                                                                   | 1882年再選 | 17 | 48                                     | 16 | 1878年選出                                                                                            | 1879年3月4日 – 1891年3月3日                                                                           | 民主党                                                                                                | ウェイド・ハンプトン3世                                                                               | 15 |      |
| 19 | マシュー・バトラー                                                                                            | 民主党 | 1877年3月4日 – 1895年3月3日                                                                                   | 1882年再選 | 17 | 49                                     | 17 | 1884年再選 再選に失敗                                                                                 | 1879年3月4日 – 1891年3月3日                                                                           | 民主党                                                                                                | ウェイド・ハンプトン3世                                                                               | 15 |      |
| 19 | マシュー・バトラー                                                                                            | 民主党 | 1877年3月4日 – 1895年3月3日                                                                                   | 1882年再選 | 17 | 50                                     | 17 | 1884年再選 再選に失敗                                                                                 | 1879年3月4日 – 1891年3月3日                                                                           | 民主党                                                                                                | ウェイド・ハンプトン3世                                                                               | 15 |      |
| 19 | マシュー・バトラー                                                                                            | 民主党 | 1877年3月4日 – 1895年3月3日                                                                                   | 1888年再選 再指名に失敗                                                                                       | 18 | 51                                     | 17 | 1884年再選 再選に失敗                                                                                 | 1879年3月4日 – 1891年3月3日                                                                           | 民主党                                                                                                | ウェイド・ハンプトン3世                                                                               | 15 |      |
| 19 | マシュー・バトラー                                                                                            | 民主党 | 1877年3月4日 – 1895年3月3日                                                                                   | 1888年再選 再指名に失敗                                                                                       | 18 | 52                                     | 18 | 1890年選出 引退                                                                                       | 1891年3月4日 – 1897年3月3日                                                                           | 民主党                                                                                                | ジョン・アービー                                                                                      | 16 |      |
| 19 | マシュー・バトラー                                                                                            | 民主党 | 1877年3月4日 – 1895年3月3日                                                                                   | 1888年再選 再指名に失敗                                                                                       | 18 | 53                                     | 18 | 1890年選出 引退                                                                                       | 1891年3月4日 – 1897年3月3日                                                                           | 民主党                                                                                                | ジョン・アービー                                                                                      | 16 |      |
| 20 | ベンジャミン・ティルマン                                                                                      | 民主党 | 1895年3月4日 – 1918年7月3日                                                                                   | 1894年12月11日選出                                                                                            | 19 | 54                                     | 18 | 1890年選出 引退                                                                                       | 1891年3月4日 – 1897年3月3日                                                                           | 民主党                                                                                                | ジョン・アービー                                                                                      | 16 |      |
| 20 | ベンジャミン・ティルマン                                                                                      | 民主党 | 1895年3月4日 – 1918年7月3日                                                                                   | 1894年12月11日選出                                                                                            | 19 | 55                                     | 19 | 1897年1月26日選出 死去                                                                                | 1897年3月4日 – 1897年5月20日                                                                          | 民主党                                                                                                | ジョセフ・アール                                                                                      | 17 |      |
| 20 | ベンジャミン・ティルマン                                                                                      | 民主党 | 1895年3月4日 – 1918年7月3日                                                                                   | 1894年12月11日選出                                                                                            | 19 | 55                                     | 19 | | 1897年5月20日 – 1897年5月27日                                                                         | 空席                                                                                                  | 空席                                                                                                  | 空席                                                                                                  |      |
| 20 | ベンジャミン・ティルマン                                                                                      | 民主党 | 1895年3月4日 – 1918年7月3日                                                                                   | 1894年12月11日選出                                                                                            | 19 | 55                                     | 19 | アールの任期を引き継ぐため任命 アールの任期を引き継ぐため1898年1月26日選出 引退                       | 1897年5月27日 – 1903年3月3日                                                                          | 民主党                                                                                                | ジョン・マクラウリン                                                                                  | 18 |      |
| 20 | ベンジャミン・ティルマン                                                                                      | 民主党 | 1895年3月4日 – 1918年7月3日                                                                                   | 1894年12月11日選出                                                                                            | 19 | 56                                     | 19 | アールの任期を引き継ぐため任命 アールの任期を引き継ぐため1898年1月26日選出 引退                       | 1897年5月27日 – 1903年3月3日                                                                          | 民主党                                                                                                | ジョン・マクラウリン                                                                                  | 18 |      |
| 20 | ベンジャミン・ティルマン                                                                                      | 民主党 | 1895年3月4日 – 1918年7月3日                                                                                   | 1901年再選 | 20 | 57                                     | 19 | アールの任期を引き継ぐため任命 アールの任期を引き継ぐため1898年1月26日選出 引退                       | 1897年5月27日 – 1903年3月3日                                                                          | 民主党                                                                                                | ジョン・マクラウリン                                                                                  | 18 |      |
| 20 | ベンジャミン・ティルマン                                                                                      | 民主党 | 1895年3月4日 – 1918年7月3日                                                                                   | 1901年再選 | 20 | 58                                     | 20 | 1903年1月27日選出 死去                                                                                | 1903年3月4日 – 1908年1月20日                                                                          | 民主党                                                                                                | アズベリー・ラティマー                                                                                | 19 |      |
| 20 | ベンジャミン・ティルマン                                                                                      | 民主党 | 1895年3月4日 – 1918年7月3日                                                                                   | 1901年再選 | 20 | 59                                     | 20 | 1903年1月27日選出 死去                                                                                | 1903年3月4日 – 1908年1月20日                                                                          | 民主党                                                                                                | アズベリー・ラティマー                                                                                | 19 |      |
| 20 | ベンジャミン・ティルマン                                                                                      | 民主党 | 1895年3月4日 – 1918年7月3日                                                                                   | 1907年1月22日再選.                                                                                            | 21 | 60                                     | 20 | 1903年1月27日選出 死去                                                                                | 1903年3月4日 – 1908年1月20日                                                                          | 民主党                                                                                                | アズベリー・ラティマー                                                                                | 19 |      |
| 20 | ベンジャミン・ティルマン                                                                                      | 民主党 | 1895年3月4日 – 1918年7月3日                                                                                   | 1907年1月22日再選.                                                                                            | 21 | 60                                     | 20 | | 1908年2月20日 – 1908年3月6日                                                                          | 空席                                                                                                  | 空席                                                                                                  | 空席                                                                                                  |      |
| 20 | ベンジャミン・ティルマン                                                                                      | 民主党 | 1895年3月4日 – 1918年7月3日                                                                                   | 1907年1月22日再選.                                                                                            | 21 | 60                                     | 20 | ラティマーの任期を満了するため選出 引退                                                               | 1908年3月6日 – 1909年3月3日                                                                           | 民主党                                                                                                | フランク・ゲイリー                                                                                    | 20 |      |
| 20 | ベンジャミン・ティルマン                                                                                      | 民主党 | 1895年3月4日 – 1918年7月3日                                                                                   | 1907年1月22日再選.                                                                                            | 21 | 61                                     | 21 | 1909年1月26日選出                                                                                     | 1909年3月4日 – 1944年11月17日                                                                         | 民主党                                                                                                | エリソン・スミス                                                                                      | 21 |      |
| 20 | ベンジャミン・ティルマン                                                                                      | 民主党 | 1895年3月4日 – 1918年7月3日                                                                                   | 1907年1月22日再選.                                                                                            | 21 | 62                                     | 21 | 1909年1月26日選出                                                                                     | 1909年3月4日 – 1944年11月17日                                                                         | 民主党                                                                                                | エリソン・スミス                                                                                      | 21 |      |
| 20 | ベンジャミン・ティルマン                                                                                      | 民主党 | 1895年3月4日 – 1918年7月3日                                                                                   | 1913年1月28日再選. 死去                                                                                       | 22 | 63                                     | 21 | 1909年1月26日選出                                                                                     | 1909年3月4日 – 1944年11月17日                                                                         | 民主党                                                                                                | エリソン・スミス                                                                                      | 21 |      |
| 20 | ベンジャミン・ティルマン                                                                                      | 民主党 | 1895年3月4日 – 1918年7月3日                                                                                   | 1913年1月28日再選. 死去                                                                                       | 22 | 64                                     | 22 | 1914年再選                                                                                            | 1909年3月4日 – 1944年11月17日                                                                         | 民主党                                                                                                | エリソン・スミス                                                                                      | 21 |      |
| 20 | ベンジャミン・ティルマン                                                                                      | 民主党 | 1895年3月4日 – 1918年7月3日                                                                                   | 1913年1月28日再選. 死去                                                                                       | 22 | 65                                     | 22 | 1914年再選                                                                                            | 1909年3月4日 – 1944年11月17日                                                                         | 民主党                                                                                                | エリソン・スミス                                                                                      | 21 |      |
| 空席 | 空席 | 空席 | 1918年7月3日 – 1918年7月6日                                                                                   | | 22 |                                        | 22 | 1914年再選                                                                                            | 1909年3月4日 – 1944年11月17日                                                                         | 民主党                                                                                                | エリソン・スミス                                                                                      | 21 |      |
| 21 | クリスティベネット                                                                                            | 民主党 | 1918年7月6日 – 1918年11月5日                                                                                  | ティルマンの任期を引き継ぐため任命 再選に失敗                                                                 | 22 |                                        | 22 | 1914年再選                                                                                            | 1909年3月4日 – 1944年11月17日                                                                         | 民主党                                                                                                | エリソン・スミス                                                                                      | 21 |      |
| 22 | ウィリアム・ポロック                                                                                          | 民主党 | 1918年11月6日 – 1919年3月3日                                                                                  | ティルマンの任期を満了するため選出                                                                            | 22 |                                        | 22 | 1914年再選                                                                                            | 1909年3月4日 – 1944年11月17日                                                                         | 民主党                                                                                                | エリソン・スミス                                                                                      | 21 |      |
| 23 | ナサニエル・ダイアル                                                                                          | 民主党 | 1919年3月4日 – 1925年3月3日                                                                                   | 1918年選出 再指名に失敗                                                                                       | 23 | 66                                     | 22 | 1914年再選                                                                                            | 1909年3月4日 – 1944年11月17日                                                                         | 民主党                                                                                                | エリソン・スミス                                                                                      | 21 |      |
| 23 | ナサニエル・ダイアル                                                                                          | 民主党 | 1919年3月4日 – 1925年3月3日                                                                                   | 1918年選出 再指名に失敗                                                                                       | 23 | 67                                     | 23 | 1920年再選                                                                                            | 1909年3月4日 – 1944年11月17日                                                                         | 民主党                                                                                                | エリソン・スミス                                                                                      | 21 |      |
| 23 | ナサニエル・ダイアル                                                                                          | 民主党 | 1919年3月4日 – 1925年3月3日                                                                                   | 1918年選出 再指名に失敗                                                                                       | 23 | 68                                     | 23 | 1920年再選                                                                                            | 1909年3月4日 – 1944年11月17日                                                                         | 民主党                                                                                                | エリソン・スミス                                                                                      | 21 |      |
| 24 | コールマン・リビングストン・ブリーズ                                                                          | 民主党 | 1925年3月4日 – 1931年3月3日                                                                                   | 1924年選出 再指名に失敗                                                                                       | 24 | 69                                     | 23 | 1920年再選                                                                                            | 1909年3月4日 – 1944年11月17日                                                                         | 民主党                                                                                                | エリソン・スミス                                                                                      | 21 |      |
| 24 | コールマン・リビングストン・ブリーズ                                                                          | 民主党 | 1925年3月4日 – 1931年3月3日                                                                                   | 1924年選出 再指名に失敗                                                                                       | 24 | 70                                     | 24 | 1926年再選                                                                                            | 1909年3月4日 – 1944年11月17日                                                                         | 民主党                                                                                                | エリソン・スミス                                                                                      | 21 |      |
| 24 | コールマン・リビングストン・ブリーズ                                                                          | 民主党 | 1925年3月4日 – 1931年3月3日                                                                                   | 1924年選出 再指名に失敗                                                                                       | 24 | 71                                     | 24 | 1926年再選                                                                                            | 1909年3月4日 – 1944年11月17日                                                                         | 民主党                                                                                                | エリソン・スミス                                                                                      | 21 |      |
| 25 | ジェームズ・F・バーンズ                                                                                       | 民主党 | 1931年3月4日 – 1941年7月8日                                                                                   | 1930年選出 | 25 | 72                                     | 24 | 1926年再選                                                                                            | 1909年3月4日 – 1944年11月17日                                                                         | 民主党                                                                                                | エリソン・スミス                                                                                      | 21 |      |
| 25 | ジェームズ・F・バーンズ                                                                                       | 民主党 | 1931年3月4日 – 1941年7月8日                                                                                   | 1930年選出 | 25 | 73                                     | 25 | 1932年再選                                                                                            | 1909年3月4日 – 1944年11月17日                                                                         | 民主党                                                                                                | エリソン・スミス                                                                                      | 21 |      |
| 25 | ジェームズ・F・バーンズ                                                                                       | 民主党 | 1931年3月4日 – 1941年7月8日                                                                                   | 1930年選出 | 25 | 74                                     | 25 | 1932年再選                                                                                            | 1909年3月4日 – 1944年11月17日                                                                         | 民主党                                                                                                | エリソン・スミス                                                                                      | 21 |      |
| 25 | ジェームズ・F・バーンズ                                                                                       | 民主党 | 1931年3月4日 – 1941年7月8日                                                                                   | 1936年再選 辞職                                                                                               | 26 | 75                                     | 25 | 1932年再選                                                                                            | 1909年3月4日 – 1944年11月17日                                                                         | 民主党                                                                                                | エリソン・スミス                                                                                      | 21 |      |
| 25 | ジェームズ・F・バーンズ                                                                                       | 民主党 | 1931年3月4日 – 1941年7月8日                                                                                   | 1936年再選 辞職                                                                                               | 26 | 76                                     | 26 | 1938年再選 再指名に失敗、死去                                                                         | 1909年3月4日 – 1944年11月17日                                                                         | 民主党                                                                                                | エリソン・スミス                                                                                      | 21 |      |
| 25 | ジェームズ・F・バーンズ                                                                                       | 民主党 | 1931年3月4日 – 1941年7月8日                                                                                   | 1936年再選 辞職                                                                                               | 26 | 77                                     | 26 | 1938年再選 再指名に失敗、死去                                                                         | 1909年3月4日 – 1944年11月17日                                                                         | 民主党                                                                                                | エリソン・スミス                                                                                      | 21 |      |
| 空席 | 空席 | 空席 | 1941年7月8日 – 1941年7月22日                                                                                  | | 26 |                                        | 26 | 1938年再選 再指名に失敗、死去                                                                         | 1909年3月4日 – 1944年11月17日                                                                         | 民主党                                                                                                | エリソン・スミス                                                                                      | 21 |      |
| 26 | アルバ・ランプキン                                                                                            | 民主党 | 1941年7月22日 – 1941年8月1日                                                                                  | バーンズの任期を引き継ぐため任命 死去                                                                         | 26 |                                        | 26 | 1938年再選 再指名に失敗、死去                                                                         | 1909年3月4日 – 1944年11月17日                                                                         | 民主党                                                                                                | エリソン・スミス                                                                                      | 21 |      |
| 27 | ロジャー・ピース                                                                                              | 民主党 | 1941年8月5日 – 1941年11月4日                                                                                  | バーンズの任期を引き継ぐため任命 後継が選出され引退                                                           | 26 |                                        | 26 | 1938年再選 再指名に失敗、死去                                                                         | 1909年3月4日 – 1944年11月17日                                                                         | 民主党                                                                                                | エリソン・スミス                                                                                      | 21 |      |
| 28 | バーネット・メイバンク                                                                                        | 民主党 | 1941年11月5日 – 1954年9月1日                                                                                  | バーンズの任期を満了するため選出                                                                              | 26 |                                        | 26 | 1938年再選 再指名に失敗、死去                                                                         | 1909年3月4日 – 1944年11月17日                                                                         | 民主党                                                                                                | エリソン・スミス                                                                                      | 21 |      |
| 28 | バーネット・メイバンク                                                                                        | 民主党 | 1941年11月5日 – 1954年9月1日                                                                                  | 1942年再選 | 27 | 78                                     | 26 | 1938年再選 再指名に失敗、死去                                                                         | 1909年3月4日 – 1944年11月17日                                                                         | 民主党                                                                                                | エリソン・スミス                                                                                      | 21 |      |
| 28 | バーネット・メイバンク                                                                                        | 民主党 | 1941年11月5日 – 1954年9月1日                                                                                  | 1942年再選 | 27 | 78                                     | 26 | | 1944年11月17日 – 1944年11月20日                                                                       | 空席                                                                                                  | 空席                                                                                                  | 空席                                                                                                  |      |
| 28 | バーネット・メイバンク                                                                                        | 民主党 | 1941年11月5日 – 1954年9月1日                                                                                  | 1942年再選 | 27 | 78                                     | 26 | スミスの任期を満了するため任命                                                                        | 1944年11月20日 – 1945年1月3日                                                                         | 民主党                                                                                                | ウィルトン・ホール                                                                                    | 22 |      |
| 28 | バーネット・メイバンク                                                                                        | 民主党 | 1941年11月5日 – 1954年9月1日                                                                                  | 1942年再選 | 27 | 79                                     | 27 | 1944年選出                                                                                            | 1945年1月3日 – 1965年4月18日                                                                          | 民主党                                                                                                | オーリン・ジョンストン                                                                                | 23 |      |
| 28 | バーネット・メイバンク                                                                                        | 民主党 | 1941年11月5日 – 1954年9月1日                                                                                  | 1942年再選 | 27 | 80                                     | 27 | 1944年選出                                                                                            | 1945年1月3日 – 1965年4月18日                                                                          | 民主党                                                                                                | オーリン・ジョンストン                                                                                | 23 |      |
| 28 | バーネット・メイバンク                                                                                        | 民主党 | 1941年11月5日 – 1954年9月1日                                                                                  | 1948年再選. 死去                                                                                              | 28 | 81                                     | 27 | 1944年選出                                                                                            | 1945年1月3日 – 1965年4月18日                                                                          | 民主党                                                                                                | オーリン・ジョンストン                                                                                | 23 |      |
| 28 | バーネット・メイバンク                                                                                        | 民主党 | 1941年11月5日 – 1954年9月1日                                                                                  | 1948年再選. 死去                                                                                              | 28 | 82                                     | 28 | 1950年再選                                                                                            | 1945年1月3日 – 1965年4月18日                                                                          | 民主党                                                                                                | オーリン・ジョンストン                                                                                | 23 |      |
| 28 | バーネット・メイバンク                                                                                        | 民主党 | 1941年11月5日 – 1954年9月1日                                                                                  | 1948年再選. 死去                                                                                              | 28 | 83                                     | 28 | 1950年再選                                                                                            | 1945年1月3日 – 1965年4月18日                                                                          | 民主党                                                                                                | オーリン・ジョンストン                                                                                | 23 |      |
| 空席 | 空席 | 空席 | 1954年9月1日 – 1954年9月6日                                                                                   | | 28 |                                        | 28 | 1950年再選                                                                                            | 1945年1月3日 – 1965年4月18日                                                                          | 民主党                                                                                                | オーリン・ジョンストン                                                                                | 23 |      |
| 29 | チャールズ・ダニエル                                                                                          | 民主党 | 1954年9月6日 – 1954年12月23日                                                                                 | メイバンクの任期を満了するため任命 後継に議席を譲るため早く辞職                                               | 28 |                                        | 28 | 1950年再選                                                                                            | 1945年1月3日 – 1965年4月18日                                                                          | 民主党                                                                                                | オーリン・ジョンストン                                                                                | 23 |      |
| 30 | ストロム・サーモンド                                                                                          | 民主党 | 1954年12月24日 – 1956年4月4日                                                                                 | ダニエルの任期を満了するため任命。 任命時、次の任期に既に選出                                                 | 28 |                                        | 28 | 1950年再選                                                                                            | 1945年1月3日 – 1965年4月18日                                                                          | 民主党                                                                                                | オーリン・ジョンストン                                                                                | 23 |      |
| 30 | ストロム・サーモンド                                                                                          | 民主党 | 1954年12月24日 – 1956年4月4日                                                                                 | 1954年選出 辞職                                                                                               | 29 | 84                                     | 28 | 1950年再選                                                                                            | 1945年1月3日 – 1965年4月18日                                                                          | 民主党                                                                                                | オーリン・ジョンストン                                                                                | 23 |      |
| 31 | トーマス・ウォフォード                                                                                        | 民主党 | 1956年4月5日 – 1956年11月6日                                                                                  | サーモンドの任期を引き継ぐため任命 引退                                                                       | 29 | 84                                     | 28 | 1950年再選                                                                                            | 1945年1月3日 – 1965年4月18日                                                                          | 民主党                                                                                                | オーリン・ジョンストン                                                                                | 23 |      |
| 32 | ストロム・サーモンド                                                                                          | 民主党 | 1956年11月7日 – 2003年1月3日                                                                                  | 自らの任期を満了するため選出                                                                                  | 29 | 84                                     | 28 | 1950年再選                                                                                            | 1945年1月3日 – 1965年4月18日                                                                          | 民主党                                                                                                | オーリン・ジョンストン                                                                                | 23 |      |
| 32 | ストロム・サーモンド                                                                                          | 民主党 | 1956年11月7日 – 2003年1月3日                                                                                  | 自らの任期を満了するため選出                                                                                  | 29 | 85                                     | 29 | 1956年再選                                                                                            | 1945年1月3日 – 1965年4月18日                                                                          | 民主党                                                                                                | オーリン・ジョンストン                                                                                | 23 |      |
| 32 | ストロム・サーモンド                                                                                          | 民主党 | 1956年11月7日 – 2003年1月3日                                                                                  | 自らの任期を満了するため選出                                                                                  | 29 | 86                                     | 29 | 1956年再選                                                                                            | 1945年1月3日 – 1965年4月18日                                                                          | 民主党                                                                                                | オーリン・ジョンストン                                                                                | 23 |      |
| 32 | ストロム・サーモンド                                                                                          | 民主党 | 1956年11月7日 – 2003年1月3日                                                                                  | 1960年再選 1964年9月16日に共和党へ移籍                                                                        | 30 | 87                                     | 29 | 1956年再選                                                                                            | 1945年1月3日 – 1965年4月18日                                                                          | 民主党                                                                                                | オーリン・ジョンストン                                                                                | 23 |      |
| 32 | ストロム・サーモンド                                                                                          | 民主党 | 1956年11月7日 – 2003年1月3日                                                                                  | 1960年再選 1964年9月16日に共和党へ移籍                                                                        | 30 | 88                                     | 30 | 1962年再選 死去                                                                                       | 1945年1月3日 – 1965年4月18日                                                                          | 民主党                                                                                                | オーリン・ジョンストン                                                                                | 23 |      |
| 32 | ストロム・サーモンド                                                                                          | 共和党 | 1956年11月7日 – 2003年1月3日                                                                                  | 1960年再選 1964年9月16日に共和党へ移籍                                                                        | 30 | 88                                     | 30 | 1962年再選 死去                                                                                       | 1945年1月3日 – 1965年4月18日                                                                          | 民主党                                                                                                | オーリン・ジョンストン                                                                                | 23 |      |
| 32 | ストロム・サーモンド                                                                                          | 89 | 1956年11月7日 – 2003年1月3日                                                                                  | 1960年再選 1964年9月16日に共和党へ移籍                                                                        | 30 |                                        | 30 | 1962年再選 死去                                                                                       | 1945年1月3日 – 1965年4月18日                                                                          | 民主党                                                                                                | オーリン・ジョンストン                                                                                | 23 |      |
| 32 | ストロム・サーモンド                                                                                          | | 1956年11月7日 – 2003年1月3日                                                                                  | 1960年再選 1964年9月16日に共和党へ移籍                                                                        | 30 | 1965年4月18日 – 1965年4月22日          | 30 | 空席                                                                                                  | 空席                                                                                                  | 空席                                                                                                  | | |      |
| 32 | ストロム・サーモンド                                                                                          | ジョンストンの任期を引き継ぐため任命 再指名に失敗                                                             | 1956年11月7日 – 2003年1月3日                                                                                  | 1960年再選 1964年9月16日に共和党へ移籍                                                                        | 30 | 1965年4月22日 – 1966年11月8日          | 30 | 民主党                                                                                                | ドナルド・ラッセル                                                                                    | 24 | | |      |
| 32 | ストロム・サーモンド                                                                                          | ジョンストンの任期を満了するため選出                                                                          | 1956年11月7日 – 2003年1月3日                                                                                  | 1960年再選 1964年9月16日に共和党へ移籍                                                                        | 30 | 1966年11月9日 – 2005年1月3日           | 30 | 民主党                                                                                                | アーネスト・ホリングス                                                                                | 25 | | |      |
| 32 | ストロム・サーモンド                                                                                          | ジョンストンの任期を満了するため選出                                                                          | 1956年11月7日 – 2003年1月3日                                                                                  | 1966年再選 | 31 | 1966年11月9日 – 2005年1月3日           | 30 | 民主党                                                                                                | アーネスト・ホリングス                                                                                | 25 | 90 | |      |
| 32 | ストロム・サーモンド                                                                                          | 91 | 1956年11月7日 – 2003年1月3日                                                                                  | 1966年再選 | 31 | 1966年11月9日 – 2005年1月3日           | 31 | 民主党                                                                                                | アーネスト・ホリングス                                                                                | 25 | 1968年再選                                                                                            | |      |
| 32 | ストロム・サーモンド                                                                                          | 92 | 1956年11月7日 – 2003年1月3日                                                                                  | 1966年再選 | 31 | 1966年11月9日 – 2005年1月3日           | 31 | 民主党                                                                                                | アーネスト・ホリングス                                                                                | 25 | 1968年再選                                                                                            | |      |
| 32 | ストロム・サーモンド                                                                                          | 1972年再選 | 1956年11月7日 – 2003年1月3日                                                                                  | 32 | 93 | 1966年11月9日 – 2005年1月3日           | 31 | 民主党                                                                                                | アーネスト・ホリングス                                                                                | 25 | 1968年再選                                                                                            | |      |
| 32 | ストロム・サーモンド                                                                                          | 1972年再選 | 1956年11月7日 – 2003年1月3日                                                                                  | 32 | 94 | 1966年11月9日 – 2005年1月3日           | 32 | 民主党                                                                                                | アーネスト・ホリングス                                                                                | 25 | 1974年再選                                                                                            | |      |
| 32 | ストロム・サーモンド                                                                                          | 1972年再選 | 1956年11月7日 – 2003年1月3日                                                                                  | 32 | 95 | 1966年11月9日 – 2005年1月3日           | 32 | 民主党                                                                                                | アーネスト・ホリングス                                                                                | 25 | 1974年再選                                                                                            | |      |
| 32 | ストロム・サーモンド                                                                                          | 1978年再選 | 1956年11月7日 – 2003年1月3日                                                                                  | 33 | 96 | 1966年11月9日 – 2005年1月3日           | 32 | 民主党                                                                                                | アーネスト・ホリングス                                                                                | 25 | 1974年再選                                                                                            | |      |
| 32 | ストロム・サーモンド                                                                                          | 1978年再選 | 1956年11月7日 – 2003年1月3日                                                                                  | 33 | 97 | 1966年11月9日 – 2005年1月3日           | 33 | 民主党                                                                                                | アーネスト・ホリングス                                                                                | 25 | 1980年再選                                                                                            | |      |
| 32 | ストロム・サーモンド                                                                                          | 1978年再選 | 1956年11月7日 – 2003年1月3日                                                                                  | 33 | 98 | 1966年11月9日 – 2005年1月3日           | 33 | 民主党                                                                                                | アーネスト・ホリングス                                                                                | 25 | 1980年再選                                                                                            | |      |
| 32 | ストロム・サーモンド                                                                                          | 1984年再選 | 1956年11月7日 – 2003年1月3日                                                                                  | 34 | 99 | 1966年11月9日 – 2005年1月3日           | 33 | 民主党                                                                                                | アーネスト・ホリングス                                                                                | 25 | 1980年再選                                                                                            | |      |
| 32 | ストロム・サーモンド                                                                                          | 1984年再選 | 1956年11月7日 – 2003年1月3日                                                                                  | 34 | 100 | 1966年11月9日 – 2005年1月3日           | 34 | 民主党                                                                                                | アーネスト・ホリングス                                                                                | 25 | 1986年再選                                                                                            | |      |
| 32 | ストロム・サーモンド                                                                                          | 1984年再選 | 1956年11月7日 – 2003年1月3日                                                                                  | 34 | 101 | 1966年11月9日 – 2005年1月3日           | 34 | 民主党                                                                                                | アーネスト・ホリングス                                                                                | 25 | 1986年再選                                                                                            | |      |
| 32 | ストロム・サーモンド                                                                                          | 1990年再選 | 1956年11月7日 – 2003年1月3日                                                                                  | 35 | 102 | 1966年11月9日 – 2005年1月3日           | 34 | 民主党                                                                                                | アーネスト・ホリングス                                                                                | 25 | 1986年再選                                                                                            | |      |
| 32 | ストロム・サーモンド                                                                                          | 1990年再選 | 1956年11月7日 – 2003年1月3日                                                                                  | 35 | 103 | 1966年11月9日 – 2005年1月3日           | 35 | 民主党                                                                                                | アーネスト・ホリングス                                                                                | 25 | 1992年再選                                                                                            | |      |
| 32 | ストロム・サーモンド                                                                                          | 1990年再選 | 1956年11月7日 – 2003年1月3日                                                                                  | 35 | 104 | 1966年11月9日 – 2005年1月3日           | 35 | 民主党                                                                                                | アーネスト・ホリングス                                                                                | 25 | 1992年再選                                                                                            | |      |
| 32 | ストロム・サーモンド                                                                                          | 1996年再選 引退.                                                                                              | 1956年11月7日 – 2003年1月3日                                                                                  | 36 | 105 | 1966年11月9日 – 2005年1月3日           | 35 | 民主党                                                                                                | アーネスト・ホリングス                                                                                | 25 | 1992年再選                                                                                            | |      |
| 32 | ストロム・サーモンド                                                                                          | 1996年再選 引退.                                                                                              | 1956年11月7日 – 2003年1月3日                                                                                  | 36 | 106 | 1966年11月9日 – 2005年1月3日           | 36 | 民主党                                                                                                | アーネスト・ホリングス                                                                                | 25 | 1998年再選 引退                                                                                       | |      |
| 32 | ストロム・サーモンド                                                                                          | 1996年再選 引退.                                                                                              | 1956年11月7日 – 2003年1月3日                                                                                  | 36 | 107 | 1966年11月9日 – 2005年1月3日           | 36 | 民主党                                                                                                | アーネスト・ホリングス                                                                                | 25 | 1998年再選 引退                                                                                       | |      |
| 33 | リンゼー・グラム                                                                                              | 共和党 | 2003年1月3日 – 現職                                                                                           | 2002年選出 | 37 | 1966年11月9日 – 2005年1月3日           | 36 | 民主党                                                                                                | アーネスト・ホリングス                                                                                | 25 | 1998年再選 引退                                                                                       | 108                                                                                                   |      |
| 33 | リンゼー・グラム                                                                                              | 共和党 | 2003年1月3日 – 現職                                                                                           | 2002年選出 | 37 | 109                                    | 37 | 2004年選出                                                                                            | 2005年1月3日 – 2013年1月1日                                                                           | 共和党                                                                                                | ジム・デミント                                                                                        | 26 |      |
| 33 | リンゼー・グラム                                                                                              | 共和党 | 2003年1月3日 – 現職                                                                                           | 2002年選出 | 37 | 110                                    | 37 | 2004年選出                                                                                            | 2005年1月3日 – 2013年1月1日                                                                           | 共和党                                                                                                | ジム・デミント                                                                                        | 26 |      |
| 33 | リンゼー・グラム                                                                                              | 共和党 | 2003年1月3日 – 現職                                                                                           | 2008年再選 | 38 | 111                                    | 37 | 2004年選出                                                                                            | 2005年1月3日 – 2013年1月1日                                                                           | 共和党                                                                                                | ジム・デミント                                                                                        | 26 |      |
| 33 | リンゼー・グラム                                                                                              | 共和党 | 2003年1月3日 – 現職                                                                                           | 2008年再選 | 38 | 112                                    | 38 | 2010年再選 ヘリテージ財団所長就任のため辞職                                                           | 2005年1月3日 – 2013年1月1日                                                                           | 共和党                                                                                                | ジム・デミント                                                                                        | 26 |      |
| 33 | リンゼー・グラム                                                                                              | 共和党 | 2003年1月3日 – 現職                                                                                           | 2008年再選 | 38 | 112                                    | 38 | デミントの任期を引き継ぐため任命 デミントの任期を満了するため選出                                     | 2013年1月2日 – 現職                                                                                   | 共和党                                                                                                | ティム・スコット                                                                                      | 27 |      |
| 33 | リンゼー・グラム                                                                                              | 共和党 | 2003年1月3日 – 現職                                                                                           | 2008年再選 | 38 | 113                                    | 38 | デミントの任期を引き継ぐため任命 デミントの任期を満了するため選出                                     | 2013年1月2日 – 現職                                                                                   | 共和党                                                                                                | ティム・スコット                                                                                      | 27 |      |
| 33 | リンゼー・グラム                                                                                              | 共和党 | 2003年1月3日 – 現職                                                                                           | 2014年再選 | 39 | 114                                    | 38 | デミントの任期を引き継ぐため任命 デミントの任期を満了するため選出                                     | 2013年1月2日 – 現職                                                                                   | 共和党                                                                                                | ティム・スコット                                                                                      | 27 |      |
| 33 | リンゼー・グラム                                                                                              | 共和党 | 2003年1月3日 – 現職                                                                                           | 2014年再選 | 39 | 115                                    | 39 | 2016年再選                                                                                            | 2013年1月2日 – 現職                                                                                   | 共和党                                                                                                | ティム・スコット                                                                                      | 27 |      |
| 33 | リンゼー・グラム                                                                                              | 共和党 | 2003年1月3日 – 現職                                                                                           | 2014年再選 | 39 | 116                                    | 39 | 2016年再選                                                                                            | 2013年1月2日 – 現職                                                                                   | 共和党                                                                                                | ティム・スコット                                                                                      | 27 |      |
| 33 | リンゼー・グラム                                                                                              | 共和党 | 2003年1月3日 – 現職                                                                                           | 2020年再選 | 40 | 117                                    | 39 | 2016年再選                                                                                            | 2013年1月2日 – 現職                                                                                   | 共和党                                                                                                | ティム・スコット                                                                                      | 27 |      |
| 33 | リンゼー・グラム                                                                                              | 共和党 | 2003年1月3日 – 現職                                                                                           | 2020年再選 | 40 | 118                                    | 40 | 2022年改選予定                                                                                        | 2022年改選予定                                                                                        | 2022年改選予定                                                                                        | 2022年改選予定                                                                                        | 2022年改選予定                                                                                        |      |
| 33 | リンゼー・グラム                                                                                              | 共和党 | 2003年1月3日 – 現職                                                                                           | 2020年再選 | 40 | 119                                    | 40 | 2022年改選予定                                                                                        | 2022年改選予定                                                                                        | 2022年改選予定                                                                                        | 2022年改選予定                                                                                        | 2022年改選予定                                                                                        |      |
| 2026年改選予定                                                                                                | 2026年改選予定                                                                                                | 2026年改選予定                                                                                                | 2026年改選予定                                                                                                | 2026年改選予定                                                                                                | 41 | 120                                    | 40 | 2022年改選予定                                                                                        | 2022年改選予定                                                                                        | 2022年改選予定                                                                                        | 2022年改選予定                                                                                        | 2022年改選予定                                                                                        |      |
| # | 氏名 | 所属政党 | 在職期間 | 選挙歴 | 任 期 |                                        | 任 期                                                                                                 | 選挙歴                                                                                                | 在職期間                                                                                              | 所属政党                                                                                              | 氏名                                                                                                  | # |      |
| 第2部 | 第2部 | 第2部 | 第2部 | 第2部 | 第2部 | 第3部                                  | 第3部                                                                                                 | 第3部                                                                                                 | 第3部                                                                                                 | 第3部                                                                                                 | 第3部                                                                                                 | |      |